# Giuseppe Alabiso
Giuseppe Alabiso (Poggibonsi, 19 marzo 1954 – Mar Tirreno, 23 novembre 2015) è stato un aviatore e dirigente sportivo italiano.

## Biografia
Laureato nel 1978 in medicina e chirurgia, si specializza successivamente in odontoiatria. Dal 30 ottobre 2014 fino alla morte è stato cittadino benemerito della città di Gela.

### Gli anni della Juventina
Nel 1985 fonda la Juventina Gela, divenendone presidente. 
Porta i rosanero a una storica promozione in serie C, dopodiché lascia la presidenza al padre, già presidente del Terranova, che fonda la Juveterranova Gela.

### Primo viaggio in Europa: Memorial Calogero La Mantia
Accantonate la passione per il calcio e l'automobilismo (passione portata avanti per anni nel mondo del rally), Alabiso intraprende la sua personale strada tra le nuvole via ultraleggero.
Il 17 maggio 2004 il suo aeromobile perde il controllo, per circostanze ancora da verificare, e Alabiso si schianta nelle campagne di Sabaudia, in provincia di Latina. Inizia qui una bagarre tra vita e morte durata un mese, dopo la quale Alabiso si risveglia dal coma farmacologico.
Il 16 settembre 2009 decide di intraprendere un viaggio in ricordo di Calogero La Mantia, aviatore morto in un incidente aereo anni prima. Parte con il suo "Storm 300" dal campo volo di Gela, e in undici giorni raggiunge Croazia, Repubblica Ceca, Danimarca, Inghilterra, Francia, Portogallo e Spagna, facendo poi ritorno a Gela. In ognuna delle sue tappe Alabiso ha lasciato un ricordo della sua città e dello scomparso La Mantia.

### L'arresto
Il 24 maggio 2010, nel corso dell'operazione antimafia "Leonina Societas", Alabiso viene arrestato: l'accusa ritiene che abbia fornito alla mafia preziose informazioni sulle disponibilità economiche delle persone da sottoporre a estorsione. Avrebbe inoltre rilasciato agli uomini del clan Emmanuello false attestazioni sul loro stato di salute, al fine di favorirne gli esiti processuali.

### Secondo viaggio in Europa: Capo Nord
Il 17 luglio 2013, sponsorizzato da Regione Siciliana e Comune di Gela, Alabiso compie il record del mondo di traversata solitaria di 9000 km, partendo dal punto più a sud d'Europa, Gela, al punto più a nord d'Europa, Capo Nord, per un totale di otto tappe: Slovenia, Repubblica Ceca, Lettonia, Finlandia, Norvegia, Svezia, Danimarca e Austria.

### Volo record in Groenlandia
Il 2 agosto 2014, partendo dal campo volo "Valle dei templi" di Agrigento, batte il suo stesso record di 9000 km raggiungendo Nuuk, capitale della Groenlandia, compiendo un viaggio di oltre 13000 km dopo aver fatto tappa in Austria, Germania, Belgio, Scozia, Isole Far Oer e Islanda. Si tratta del nuovo record mondiale di traversata in solitario.

### Volo sui tre mari
Il 13 settembre 2015, partendo dal campo volo ULM di Gela, intraprende una trasvolata in nome della solidarietà che avrebbe dovuto compiersi attraverso 13 nazioni (Grecia, Egitto, Cipro, Turchia, Bulgaria, Ungheria, Svizzera, Minorca, Gibilterra, Canarie, Melilla, Marocco, Tunisia). Il mancato record di 13000 km in 80 ore di volo è stato causato dalla foratura di uno pneumatico del carrello d'atterraggio, avvenuta in occasione dell'atterraggio all'aeroporto di Marsa Matruh in Egitto (seconda tappa). In tale occasione l'aviatore sarebbe stato trattenuto dalle autorità egiziane in quanto l'intervento tecnico effettuato sull'aeromobile richiedeva anche l'autorizzazione di un ingegnere italiano che ne attestasse l'idoneità. Alabiso sarà costretto a rientrare in Italia con un volo di linea per poi recuperare lo Storm 300 qualche settimana dopo. L'impresa sarebbe stata dedicata dall'aviatore alle associazioni ADMO (Associazione donatori midollo osseo) e ADAS (Associazioni donatori autonoma sangue).

### Morte
Muore nel novembre 2015 all'età di 61 anni insieme al figlio Emanuele (26 anni), precipitando nel mar Tirreno a nord di Stromboli con lo stesso ultraleggero che lo aveva visto protagonista delle sue imprese da record.